# Captain America
Captain America är en superhjälte skapad av Jack Kirby och Joe Simon under andra världskriget. Figuren har sedermera blivit en av hörnstenarna i Marvel Comics serieuniversum, såväl i sin egen tidning men även som en av hörnpelarna i tidningen om superhjältegruppen Avengers. Han uppträdde första gången i Timely Comics Captain America Comics #1 som gavs ut i mars 1941. Hans egentliga namn är Steve Rogers.
Kända serieskapare som arbetat med Captain America är, förutom Simon och Kirby: Stan Lee, Jim Steranko, Roger Stern, John Byrne, J.M. DeMatteis, Mike Zeck, Mark Gruenwald, Mark Waid, Dave Gibbons, Ed Brubaker, Rick Remender och Nick Spencer.

## Bakgrund

### Marvels historia

#### Andra världskriget
Steve Rogers är i serierna en man som är rasande över de vidrigheter nazisterna gör sig skyldiga till i Europa under andra världskriget. Han vill desperat ta värvning i USA:s armé för att kämpa mot nazisterna, men förhindras dock av att han är sjuk och svag och således klassificerad som "icke tjänstduglig". Hoppet om tjänstgöring återvänder när han får chansen att delta i experimentet "Operation Rebirth" vars syfte är att skapa en armé av supersoldater. Experimentet lyckas och han blir en ny man, vilket också ger honom en del förmågor. Han läker snabbt från skador och blir så stark (kan lyfta 340 kg) och snabb (kan springa i 40 km/h) som en människa kan vara samt får fysiska förmågor, som att kunna hoppa långt och högt och göra akrobatiska konster. Han kämpar tillsammans med en ung soldat vid namn James Barnes (även kallad Bucky) mot soldater och superskurkar, ända tills Bucky ser ut att dö i ett försök att stoppa ett tyskt bombplan. I denna process kastas Captain America ner i Norra ishavets vatten och blir nedfryst fram till vår tid.

#### Avengers
Flera årtionden senare hittar superhjältegruppen "Avengers" Captain America i den arktiska isen och tinar upp honom. Efter en del förklaringar och uppdrag blir han deras ledare en lång tid framåt.
Senare möter Captain America Winter Soldier. Det visar sig att Winter Soldier är Captain Americas vän Bucky. Det visar sig även att Bucky fördes till Sovjetunionen där han hjärntvättades och tränades för att kunna användas som en av deras bästa mördare, och sattes i skendöd mellan sina uppdrag.
Efter händelserna i historien Civil War, blev Captain America dödad, efter att ha blivit skjuten av en krypskytt när han var på väg mot en rättegång mot honom. Han begravdes i havet på samma plats där Avengers hittade honom. Efter Rogers tragiska död tog Bucky över som Captain America. I historien Captain America Reborn kom dock Steve Rogers tillbaka till livet och fortsatte arbeta som Captain America.
Efter en strid mot "Iron Nail" blev han kraftigt försvagad, och Steve Rogers avsade sig sin identitet som Captain America tills hans hälsa förbättrades. Under denna tid togs namnet Captain America över av Sam Wilson, tidigare känd som "Falcon".

### Alternativ historia
Ovanstående är dock Marvel-versionen av Rogers historia. I en parallell grundberättelse slogs Captain America och Bucky mot annan ondska till åtminstone 1949. 1953 återkom de båda för en kortvarig period för att bekämpa kommunismen. 1964 återupplivade man figuren genom att låta Avengers hitta honom flytande infrusen i ett isblock i Arktis. Han tinades upp, och har förutom Avengers (mestadels) goda kontakter med S.H.I.E.L.D.:s Nick Fury, som även han är en relik från andra världskriget. I en retcon blev det så att Captain America försvann under andra världskriget och att någon annan än Steve Rogers tog över som Captain America tills han kom tillbaka.

## Andra medier
1979 gjordes en TV-film av Captain America. Rod Holcomb stod för regin och Reb Brown spelade Captain America. Filmen fick en uppföljare samma år betitlad Captain America II: Death Too Soon.
1990 gjordes en ny film av Captain America. Albert Pyun stod för regin och Matt Salinger spelade Captain America. Filmen släpptes aldrig på bio i USA men dock i vissa andra länder.
Bland datorspel medverkar Captain America som spelbar figur i Captain America and The Avengers, Marvel Super Heroes vs. Street Fighter, Marvel vs. Capcom: Clash of Super Heroes, Marvel vs. Capcom 2: New Age of Heroes, Marvel vs. Capcom 3: Fate of Two Worlds, Captain America: Super Soldier.

## Marvel Cinematic Universe (2011–nutid)

### Captain America: The First Avenger(2011)
Den 22 juli 2011 kom den nya filmatiseringen av Captain America gå på bio i USA 22 juli och i Sverige, den 12 augusti 2011. Chris Evans spelade som Captain America och Joe Johnston regisserade.

### The Avengers(2012)
Chris Evans repriserar sin roll. Rogers är befinner sig i nutiden och får hjälpa Nick Fury (spelad av Samuel L. Jackson) att försvara jorden från utomjordingar och Loki (Tom Hiddleston). Han samarbetar även med Iron Man (Robert Downey Jr.), Hulk (Mark Ruffalo), Black Widow (Scarlet Johansen), Hawkeye (Jeremy Renner) och Thor (Chris Hemsworth). Iron Man, Hulk, och Thor hade även haft sina egna solofilmer. Joss Whedon skrev och regisserade filmen.

### Thor: The Dark World(2013)
Chris Evans repriserar sin roll i en cameo, när Loke klär ut sig till honom för att håna Thor.

### Captain America: The Winter Soldier(2014)
(Svensk titel: The Return of the First Avenger) Utspelar sig efter händelserna i The Avengers och följer Steven Rogers/Captain Americas fortsatta samarbete med Nick Fury och S.H.I.E.L.D. när lönnmördaren Winter Soldier möter dem. Bröderna Anthony och Joe Russo regisserade. Filmen släpptes den 26 mars 2014.

### Avengers: Age of Ultron(2015)
Chris Evans återvänder i uppföljaren till The Avengers. Joss Whedon regisserar igen. Filmen hade premiär våren 2015.

### Captain America: Civil War(2016)
En tredje solofilm, återigen regisserad av Russo-bröderna, utkom våren 2016.

### Avengers: Infinity War(2018)
En tredje uppföljare till The Avengers. Filmen hade premiär 2018.

### Avengers: Endgame(2019)
En fjärde uppföljare till The Avengers. Filmen hade premiär 2019.